# Mustafizur Rahman
Mustafizur Rahman (bengalisch মুস্তাফিজুর রহমান, * 6. September 1995 in Satkhira, Bangladesch) ist ein bangladeschischer Cricketspieler, der seit 2015 für die bangladeschische Nationalmannschaft spielt.

## Kindheit und Ausbildung
Mustafizur kam durch seinen Cricket-Begeisterten Vater und seinen drei Brüdern zum Sport. Zunächst spielte er nur mit Tennis-Bällen, bevor er beim Besuch eines etablierten Spielers entdeckt wurde. Dieser vermittelte ihn zu Altersklassen-Spiele in Satkhira. Im Jahr 2012 wurde er daraufhin in ein Cricket-Camp nach Dhaka berufen. Daraufhin kam er ins bangladeschische U19-Team und vertrat Bangladesch bei der ICC U19-Cricket-Weltmeisterschaft 2014.

## Aktive Karriere

### Anfänge in der Nationalmannschaft
Nach seiner Teilnahme bei der Jugend-Weltmeisterschaft wurde Mustafizur in die A-Nationalmannschaft von Bangladesch berufen und bestritt mit dieser unter anderem eine Tour in den West Indies. Sein Debüt in der Nationalmannschaft gab er dann im April 2015 in einem Twenty20 gegen Pakistan. Daraufhin folgte sein ODI-Debüt gegen Indien, wo er in einem ersten Spiel 5 Wickets für 50 Runs erzielte und als Spieler des Spiels ausgezeichnet wurde. Im zweiten Spiel der Serie konnte er sogar 6 Wickets für 43 Runs erreichen und nach einer erneuten Auszeichnung wurde er letztendlich, beim ersten Seriensieg gegen Indien, auch als Spieler der Serie ausgezeichnet. Im Juli kam Südafrika für eine Tour nach Bangladesch. In der ODI-Serie gelangen ihm drei Wickets (3/38) und gab daraufhin sein Debüt im Test-Cricket, bei dem ihm 4 Wickets für 37 Runs gelangen und er als Spieler des Spiels ausgezeichnet wurde. Gegen Simbabwe erzielte er im November 2015 in der ODI-Serie erst drei (3/33) und dann fünf Wickets (5/34). Zum Jahresanfang verletzte er sich an der Schulter und erhielt einen zentralen Vertrag mit dem bangladeschischen Verband. Im März war er Teil des Teams beim Asia Cup 2016, bei dem ihm unter anderem gegen die Vereinigten Arabischen Emiraten zwei Wickets (2/13) gelangen. Jedoch musste er das Turnier verletzt abbrechen. Daran schloss sich der ICC World Twenty20 2016 an, bei dem ihm gegen Neuseeland 5 Wickets für 22 Runs gelangen, was jedoch nicht zum Sieg reichte.
Er spielte in der Indian Premier League 2016 für die Sunrisers Hyderabad und wurde für den Sommer 2016 von Sussex im englischen nationalen Cricket verpflichtet. Jedoch verletzte er sich während der IPL-Seison am Knöchel und konnte daher nur Teile der Saison in England absolvieren. Im August musste er sich dann einer Schulteroperation unterziehen. Es dauerte bis zum Jahresende, bis er wieder ins Spiel zurückkam. Im März 2017 reiste er mit dem Team nach Sri Lanka, wo ihm jeweils drei Wickets in den Tests (3/78) und ODIs (3/56), sowie vier Wickets (4/21) in den Twenty20s gelangen. Der Sommer begann mit einem Drei-Nationen-Turnier in Irland, bei dem er 4 Wickets für 23 Runs gegen den Gastgeber erzielte und als Spieler des Spiels ausgezeichnet wurde. Bei der daraufhin folgenden ICC Champions Trophy 2017 konnte er nicht herausragen. Im September war er Teil des Test-Teams gegen Australien und erzielte dort 4 Wickets für 84 Runs. Kurz darauf verletzte er sich am Knöchel und musste mehrere Wochen aussetzen. Die Saison 2017/18 endete mit einer Tour gegen Sri Lanka, bei der er drei Wickets (3/49) in der Test-Serie erreichte. In dem darauf folgenden Drei-Nationen-Turnier an gleicher Stelle erreichte er gegen den Gastgeber ebenfalls drei Wickets (3/48). Während der Indian Premier League 2018 verletzte er sich am Zeh und musste mehrere Wochen pausieren.

### Etablierter Spieler im Nationalteam
Im August erzielte er in der Twenty20-Serie in den West Indies zwei Mal drei Wickets (3/50 und 3/51). Während des sich daran anschließenden Asia Cup 2018 gelangen ihm 4 Wickets für 43 Runs gegen Pakistan, womit er den Finaleinzug sicherte. Im Dezember kamen die West Indies nach Bangladesch, wo er in den ODIs (3/35) und Twenty20s (3/33). Im Jahr 2019 begann das Trainer-Team für Mustafizur ein Workload-Management einzuführen, was dazu führte, dass er kaum noch Tests bestritt. Der Sommer startete mit einem Drei-Nationen-Turnier in Irland, bei dem er gegen die West Indies 4 Wickets für 43 Runs erreichte und als Spieler des Spiels ausgezeichnet wurde. Daraufhin folgte der Cricket World Cup 2019 in England. Hier konnte er zunächst gegen Südafrika (3/67) und die West Indies (3/59) jeweils drei Wickets erzielen. In den letzten beiden Gruppenspielen gelangen ihm dann gegen Indien (5/59) und Pakistan (5/75) jeweils fünf Wickets. Im März 2020 erreichte er gegen Simbabwe 3 Wickets für 32 Runs in der Twenty20-Serie.
Nach der Spielpause durch die COVID-19-Pandemie erreichte er im Mai 2021 in der ODI-Serie gegen Sri Lanka zwei Mal drei Wickets (3/34 und 3/16). Daran schloss sich eine Tour in Simbabwe an, wo ihm je drei Wickets in ODI- (3/57) und Twenty20-Serie (3/31) gelangen. Im weiteren Verlauf des Sommers erzielte er dann drei Wickets (3/23)in der Twenty20-Serie gegen Australien. Zum Beginn der Saison 2021/22 erreichte er in der Twenty20-Serie gegen Neuseeland ein Mal vier (4/12) und ein Mal drei Wickets (3/12). Damit hatte er bei allen drei Serien-Siegen der Heimsaison einen wichtigen Anteil. Beim darauf folgenden ICC Men’s T20 World Cup 2021 war seine beste Leistung 4 Wickets für 36 Runs gegen Oman. Im Februar 2022 folgten drei Wickets (3/35) in der ODI-Serie gegen Afghanistan. Beste Leistung im Sommer waren 4 Wickets für 17 Runs in der ODI-Serie in Simbabwe. Er war dann abermals im Kader für den ICC Men’s T20 World Cup 2022 und konnte dort gegen Simbabwe 2 Wickets für 15 Runs erzielen.
Im Sommer 2023 begann er mit 4 Wickets für 44 Runs in der ODI-Serie gegen Irland, wofür er als Spieler des Spiels ausgezeichnet wurde. Seine beste Leistung beim Asia Cup 2023 waren 3 Wickets für 50 Runs gegen Indien, das zwar zum Sieg reichte, jedoch nicht mehr zum Finaleinzug. Daraufhin folgte eine Tour gegen Neuseeland, bei der er im abgebrochenen ersten ODI 3 Wickets für 27 Runs erreichte. Während dem Cricket World Cup 2023 war seine beste Leistung gegen die Niederlande, jedoch verlor Bangladesch das Spiel und schied in der Vorrunde aus.